# Lac de Pérolles
Lac de Pérolles (pol. Jezioro Pérolles) – sztuczny zbiornik wodny w Szwajcarii, w kantonie Fryburg. Powstał w latach 1872–1873 w wyniku przegrodzenia rzeki Sarine zaporą Maigrauge.

## Położenie
Zapora wodna Maigrauge została wzniesiona w granicach miasta Fryburg w jednym z meandrów rzeki Sarine, płynącej tu w głębokiej dolinie ograniczonej stromymi zboczami. Zbudowano ją pomiędzy podnóżem wzgórza Bourguillon (fr. colline de Bourguillon) na północnym wschodzie (na prawym brzegu rzeki) a skalistym przylądkiem, na którym leży dzielnica Pérolles na południowym zachodzie (na brzegu lewym). Powstały w ten sposób zbiornik zajmuje fragment krętej doliny rzeki powyżej zapory na długości blisko 2,3 km, mniej więcej aż po most Pérolles, którym rzekę przekracza droga nr 180. Zbiornik znajduje się w granicach gmin Fryburg, Pierrafortscha i Marly.

## Charakterystyka
Jezioro Pérolles jest zbiornikiem niewielkim. Lustro jego wody leży średnio na wysokości 553 m n.p.m. Powierzchnia zbiornika wynosi maksymalnie 35 ha, a powierzchnia zlewiska Sarine powyżej zapory 1250 km². Pojemność zbiornika to ok. 650 tys. m³.

## Walory przyrodnicze

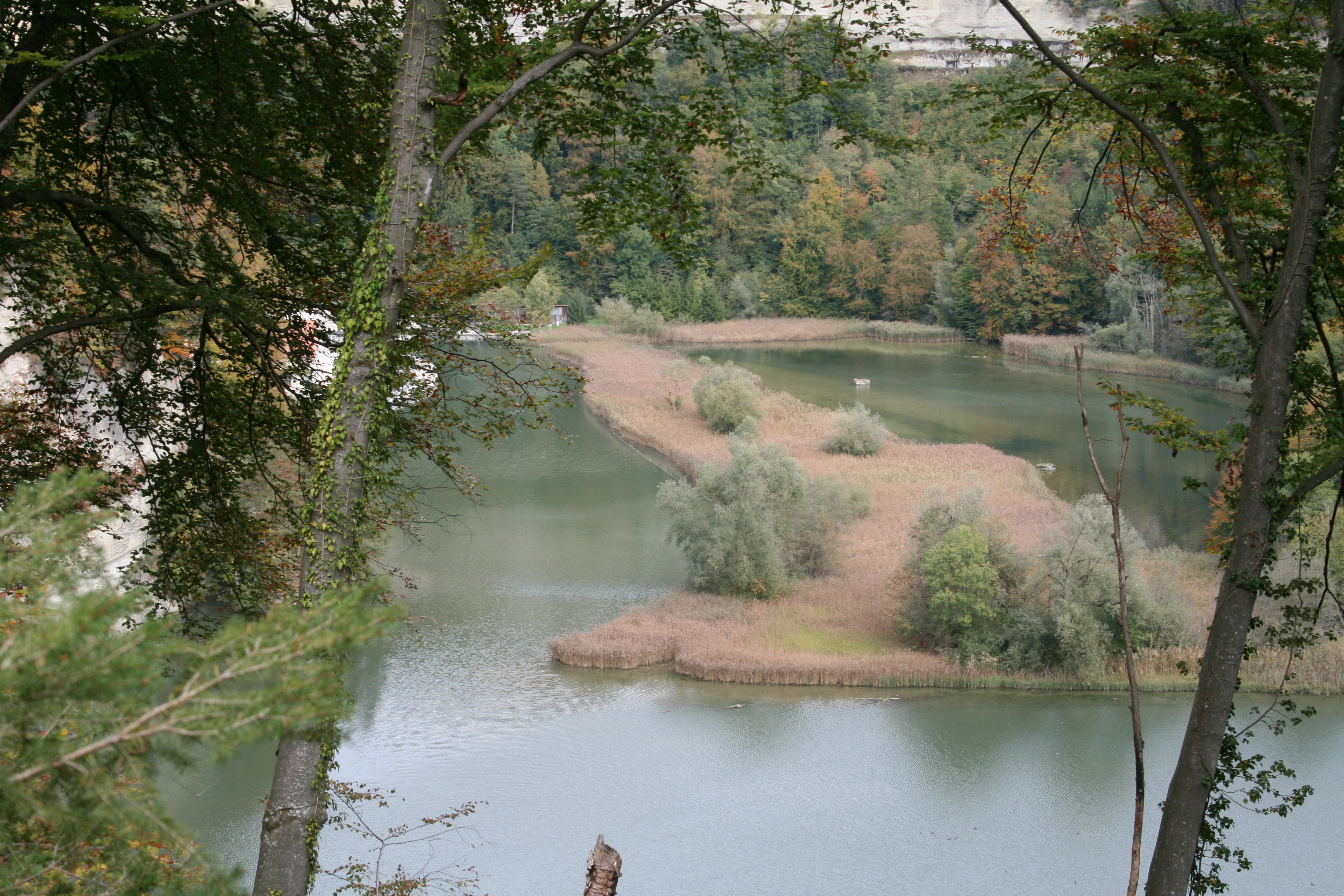
Zespół szuwaru na jeziorze Pérolles

Jezioro wraz z najbliższym otoczeniem posiadają szereg walorów przyrodniczych i krajobrazowych, a także historycznych i kulturowych. W 1983 r. objęto je ochroną rezerwatową jako rezerwat przyrody Lac de Pérolles. W odniesieniu do flory szczególnie interesujące są tu zespoły roślinności szuwarowej zbiornika oraz zespoły wytwarzające się na stromych zboczach doliny, zaś w odniesieniu do świata zwierząt – głównie awifauna oraz płazy i gady.